# Mawes
Le mawes est une langue papoue parlée dans la province de Papouasie en Indonésie.

## Classification
Malcolm Ross (2005) propose de rassembler le mawes avec les langues kwerba et tor-orya dans une même famille qu'il intitule orya-mawes-tor-kwerba. Haspelmath, Hammarström, Forkel et Bank s'accordent avec Ross sur le constat que ces langues ne font pas partie de l'ensemble trans-nouvelle-guinée, mais ils ne valident pas la parenté entre les membres du tor-kwerba. Pour eux, le mawes reste une langue isolée.

## Sources
- (en) Malcolm Ross, 2005, Pronouns as a preliminary diagnostic for grouping Papuan languages, dans Andrew Pawley, Robert Attenborough, Robin Hide, Jack Golson (éditeurs) Papuan pasts: cultural, linguistic and biological histories of Papuan-speaking peoples, Canberra, Pacific Linguistics. pp. 15–66.